# 573-й пушечный артиллерийский полк
573-й пушечный артиллерийский полк или 573-й пушечный артиллерийский полк РВГК — воинская часть Вооружённых Сил СССР в Великой Отечественной войне.

## История
Сформирован в ноябре 1940 года.
На 22 июня 1941 года находился на Карельском перешейке.
В действующей армии во время ВОВ с 24 июня 1941 года по 24 декабря 1941 года.
В начале июля 1941 года был снят с позиций и переброшен в район южнее Дорогобужа, куда прибыл к 15 июля 1941 года. Во второй половине июля 1941 года без одного дивизиона был придан 107-й стрелковой дивизии  и вступил в бои, прикрывая направление от Ельни на Дорогобуж по реке Ужа и поддерживая советские войска, которые наступали на ельнинский выступ, занятый вражескими войсками. Так, 2 августа 1941 года поддерживает наступление дивизии в 11 километрах севернее Ельни, 8 августа 1941 года, без дивизиона будучи в составе оперативной группы 24-й армии, поддерживает огнём наступление группы в направлении Вязовка, Гурьево, Лысовка и Леонидово, а третьим дивизионом, приданным 103-й моторизованной дивизии - с рубежа Ушаково, Лаврово в направлении Петрянино, Софиевка и далее на северо-западную окраину Ельни. Однако эти удары успеха не принесли, и с 30 августа 1941 года полк, продолжая действовать вместе со 107-й стрелковой дивизией, участвует в Ельнинской операции. При поддержке полка, корректируемого с воздуха, 107-я стрелковая дивизия 31 августа 1941 года прорвала оборону противника и углубилась на расстояние около 2 километров в направлении Ельни.  После Ельнинской операции остался в районе Ельни.
В ходе операции «Тайфун» был уничтожен, по-видимому в ходе отступления на Вязьму
24 декабря 1941 года официально расформирован.

## Подчинение
| Дата            | Фронт (округ)    | Армия      | Корпус | Дивизия | Примечания                             |
| --------------- | ---------------- | ---------- | ------ | ------- | -------------------------------------- |
| 01.07.1941 года | Северный фронт   | -          | -      | -       | -                                      |
| 10.07.1941 года | Резерв Ставки ГК | 24-я армия | -      | -       | -                                      |
| 01.08.1941 года | Резервный фронт  | 24-я армия | -      | -       | -                                      |
| 01.09.1941 года | Резервный фронт  | 24-я армия | -      | -       | -                                      |
| 01.10.1941 года | Резервный фронт  | 24-я армия | -      | -       | -                                      |
| 01.11.1941 года | -                | -          | -      | -       | нет данных (фактически не существовал) |